# Snares
Snares (en. za „zamke”) ili Tini Heke (maorski) je otočje koje se nalazi u Tihom oceanu, 200 km južno od Južnog otoka Novog Zelanda. Otočje Snares se sastoji od glavnog Sjeveroistočnog otoka (maorski: Te Taniwha, tj. „morsko čudovište”) površine 2,5 km², te manjeg otoka Broughtona površine 0,5 km² i 5 km udaljenog izoliranog lanca Zapadnog otočja kojeg čine hridi nazvane po maorskim brojevima od 1 do 5: Tahi, Rua, Toru, Whā i Rima. Otočje je uglavnom ravno sa 130 m visokim planinskim dijelom zapadne obale Sjeveroistočnog otoka.
Naziv Snares („zamke”) mu je dao kapetan broda HMS Discovery, George Vancouver po otkriću 23. studenog 1791. godine, i to jer je smatrao ovo otočje opasnim za brodove. Za razliku od drugih subantarktičkih otoka koji su u 19. st. gotovo uništeni kitolovom i lovom na tuljane, otočje Snares je ostalo jednom od posljednjih nedirnutih divljina Novog Zelanda
Vegetaciju predstavljaju subantarktička zakržljala stabla, te grmlje i tzv. megabilje. Otočje je nenaseljeno i Novozelandsko ministarstvo okoliša ga smatra otočjem „minimalnog ljudskog utjecaja” zbog znatne populacije morskih ptica, kao što je mrki zovoj čije je glavno gnijezdilište upravo na ovom otočju. Tu se gnijezde i endemski snerski pingvin (Eudyptes robustus), te ugrožene vrste kao što su žutouhi pingvin, bjelobrki zovoj, i dr. Ekološki, ono pripada novozelandskim subantarktičkim otočjima koji su zajedno upisani na UNESCO-ov popis mjesta svjetske baštine u Australiji i Oceaniji 1998. god.

## Vanjske poveznice
- Snares Islands  Arhivirana inačica izvorne stranice od 6. rujna 2011. (Wayback Machine), New Zealand Department of Conservation (engl.)

### Ostali projekti
|  | Zajednički poslužitelj ima još gradiva o temi Snares |